# زانو-پی‌اف
اتحاد ملی آفریقایی زیمبابوه-جبهه میهن‌پرستانه که با مخفف آن زانو-پی‌اف (انگلیسی: ZANU–PF) مشهور است از زمان استقلال زیمبابوه در ۱۹۸۰ حزب حاکم آن بوده‌است. این حزب تا ۱۹ نوامبر ۲۰۱۷ توسط رابرت موگابه ، نخست به عنوان نخست وزیر از اتحاد ملی آفریقایی زیمبابوه (زانو) و سپس از ۱۹۸۸ در پی ادغام آن با اتحاد خلق زیمبابوه (زاپو) به عنوان رئیس جمهور، رهبری شد. در انتخابات پارلمانی ۲۰۰۸ زانو-پی‌اف برای نخستین بار در تاریخ خود کنترل کامل پارلمان را از دست داد و مجبور به تقسیم قدرت با جنبش برای تغییر دموکراتیک شد ولی متعاقباً در انتخابات ۲۰۱۳ موفق به کسب اکثریت دو سومی شد.
رابرت موگابه در ۱۹ نوامبر ۲۰۱۷ از این سمت برکنار شد.